# Орловка (Анучинский район)
В Приморье в Лесозаводском городском округе тоже есть село Орловка.
Орло́вка — посёлок в Анучинском районе Приморского края. Входит в состав Анучинского сельского поселения. Основан в 1908 году.

## География
Посёлок находится в верховьях реки Снегуровка (приток реки Илистая), на автодороге 05Н-100 «Осиновка — Рудная Пристань», на расстоянии 19 км (по прямой) к юго-западу от села Анучино, административного центра района.
На юг от Орловки идёт дорога к посёлку Тигровый. Западнее Орловки проходит административная граница между Анучинским и Михайловским районами. Расстояние до Лубянки Михайловского района около 13 км.

## Население
| 2001 | 2002 | 2010 |
| ---- | ---- | ---- |
| 17   | ↗26  | ↘15  |

## Улицы
- ул. Андрюхова падь,
- ул. Лесная,
- ул. Таёжная.

## Экономика
- Сельскохозяйственные предприятия Анучинского района.
- Предприятия, занимающиеся заготовкой леса.